# Liste der Monuments historiques in Attichy
Die Liste der Monuments historiques in Attichy führt die Monuments historiques in der französischen Gemeinde Attichy auf.

## Liste der Bauwerke
| Bezeichnung       | Beschreibung                                                    | Standort | Kennzeichnung | Schutzstatus | Datum | Bild |
| ----------------- | --------------------------------------------------------------- | -------- | ------------- | ------------ | ----- | ---- |
| Villa des Avenues | Ende des 18. Jahrhunderts und erste Hälfte des 19. Jahrhunderts | (Lage)   | PA60000053    | Inscrit      | 2003  |      |

## Liste der Objekte
| Bezeichnung                        | Beschreibung    | Standort                | Kennzeichnung | Schutzstatus | Datum | Bild |
| ---------------------------------- | --------------- | ----------------------- | ------------- | ------------ | ----- | ---- |
| Gemälde Porträt von Jean de Nesles | 17. Jahrhundert | in der Kirche St-Médard | PM59006304    | Classé       | 1913  |      |
| Grabplatte für Nicolas Coquanne    | Stein, 1573     | in der Kirche St-Médard | PM60000042    | Classé       | 1913  |      |
| Grabplatte                         | Stein, 1579     | in der Kirche St-Médard | PM60000043    | Classé       | 1913  |      |